# 베르니니역
베르니니역 (Bernini)은 토리노 지하철의 역이다. 프란치아 가, 타소니 가, 페루치 가의 교차로 부근에 있는 베르니니 광장에 자리잡고 있다. 2006년 토리노 지하철 노선 1차 구간 역 중 하나로 문을 열었다.
역 승강장에는 우고 네스폴로의 데칼코마니 작품이 전시되어 있으며, 잔 로렌초 베르니니가 지은 카리냐노 궁전과 신도네 예배당이 묘사되어 있다.

## 시설
- 매표기
- 장애인 접근시설
- 엘레베이터
- 에스컬레이터
- CCTV 감시카메라